# 월터 램머츠
월터 램머츠(Walter E. Lammerts)는 미국의 생물학자, 창조과학론자다. 창조과학회 설립에 주도적인 역할을 했다.

## 생애
미국 워싱턴 주의 독실한 루터교회 가정에서 태어났다. 캘리포니아 대학에 진학했으며 2학년 때 지질학을 들었다. 이때 조지 맥크리디 프라이스의 《새로운 지질학》을 발견하고 탐독했다. 캘리포니아 대학을 우등 졸업한 뒤 연구조교로 대학에 남았다. 1930년에 박사학위를 받았다. 캘리포니아 공과대학에서 박사 후 과정 2년 장학금을 받았다. 그동안 짧은 논문들을 여러 학술지들에 발표했다. 이후에 식물 품종 개량에 매진하여 큰 돈을 벌었다. 온타리오에 있는 암스트롱 묘목장 소유자의 눈에 띠어 그가 램머츠를 고용하고 품종 개량을 맡겼다. 결과는 성공적이었다.
1940년에서 1945년까지 로스앤젤레스 캘리포니아 주립대학에서 장식용 원예학을 가르쳤다. 1941년 홍수지질학회에 가입했다. 1940년대 중반에는 미국과학자연맹에도 가입했다. 이후 라 카나다의 데스칸소가든스 식물원 설립 계획을 돕기 위해 1945년 대학을 떠났다. 대학을 떠난 뒤에는 창조론 학회에 참여하는 일이 적어졌다.
1957년에 존 휘트컴 주니어에게 창세기 홍수와 관련해서 식물들이 살아남은 것, 지질주상도가 생성된 과정에 대해 전문적인 조언을 해주기 시작했다.
1963년 2월 9일 총 열 명의 과학계 인사들로 미국과학자연맹(ASA) 아래에 창조연구 자문위원회(Creation Research Advisory Committee)를 만드는 데 주도적인 역할을 했다. 위원회는 구성원이 모두 엄격한 창조론자들이었다. 램머츠는 일부러 엄격한 창조론자들 중 과학자들만 뽑았다. 왜냐하면 대중들에게 '과학자들 전부가 지질학을 지지하는 것은 아님'을 알리고 싶었기 때문이었다. 이 위원회는 그해 6월에 창조연구회(The Creation Research Society)로 발전한다. 연구회는 빠른 성장을 하였으며, 램머츠는 그에 따라 비활동 회원, 이단 회원들을 탈퇴시켰다. 특히 문자적 6일 창조에 반대하면서 신학자로 먹고 사는 사람을 탈퇴시켰다.

## 주요 입장
램머츠는 보통 창조론자들보다 훨씬 강경한 입장이었다. 조지 맥크리디 프라이스의 홍수지질학을 지지했다. 종의 절대적인 고정성을 주장했다. 그가 예외로 한 것은 창조 후 새로운 종 또는 인종의 출현을 설명하기 위해 하느님이 DNA를 조작할 수 있음을 언급한 것 뿐이었다.
그의 목적은 과학자들을 창조론자로 전향시키는 것이 아니라 기독교를 믿는 청년들이 성경의 문자적 해석에서 벗어나지 못하게 하고 창조론 과학자들이 존재함을 알리는 것이었다.
열역학 제2법칙이 "쓰레기"라고 하며 반대했다.

## 평가
정치적인 면에서 그는 라폴레트 진보주의자였다가 케네디 민주주의자가 되었다. 시민권, 점진적인 사회적 입법을 강력 지지했다. 존 버처(John Bircher) 일당같은 극우조직을 혐오했다. 1960년대 초에는 흑인들에 대한 공정한 대우를 요구하는 초교파적 위원회에서 일했다. 야생동물을 구하기 위해 노력하는 시에라 클럽(Sierra Club)같은 보수 단체를 지원하기도 했다. 그는 철학적이고 실천적인 자본주의자였다. 창조론 조직을 반공주의쪽으로 유도하려는 그룹에는 반대했다.

## 같이 보기
- 조지 맥크리디 프라이스
- 헨리 모리스
- 창조과학

## 참고 문헌
- 로널드 L. 넘버스 (2016). 《창조론자들》. 새물결플러스. ISBN 9791186409558.